# Prievidza
Prievidza (Duits: Priwitz, Hongaars: Privigye) is een stad in Slowakije met ruim 49.000 inwoners, vlak bij het kleinere maar bekendere Bojnice en in de vallei van de rivier Nitra. Prievidza wordt ook wel de groenste stad genoemd.

## Geschiedenis
Prievidza werd voor het eerst genoemd in 1113 als Preuigan. In 1383 kreeg het stadsrechten. Vanaf de zestiende eeuw kwamen ambachten in de stad tot ontwikkeling. De familie Thurzo was er vanaf de zestiende tot ongeveer een derde van de zeventiende eeuw aan de macht. In 1599 kwamen de Turken vanuit het zuiden en brandden de stad af, hetgeen ook andere steden in de hogere vallei van de rivier Nitra overkwam. Tijdens de opstand van Kuruc in 1673 werd Prievidza opnieuw platgebrand, en daarbij ging een deel van het archief van de stad verloren.
In 1870 had de stad 2.719 inwoners. Vanaf het einde van de negentiende en het begin van de twintigste eeuw, toen de spoorwegen naar Prievidza werden aangelegd, begon de industrie op gang te komen. Tijdens de Tweede Wereldoorlog was de stad een van de centra van partizanen. Na de oorlog steeg de populatie door de groei van de industrie aanzienlijk, van 5.000 tot ongeveer 53.000. Prievidza werd de woonplaats van veel mijnwerkers en arbeiders die werk vonden in de kolenmijnen, de elektriciteitscentrale en de chemische fabriek in het nabijgelegen Nováky.

## Stadsdelen
De gemeente Prievidza bestaat uit de volgende stadsdelen en dorpskernen. Tussen haakjes staat het jaar waarin het stadsdeel of dorp bij de gemeente werd gevoegd.
- Staré Mesto (oude stad)
- Píly
- Necpaly (1945)
- Kopanice
- Štvrte, bestaande uit de dorpen Hradec (1964), Malá Lehôtka (1964) en Veľká Lehôtka (1976)

## Partnersteden
- Ibbenbüren (Duitsland)
- Kraśnik (Polen)
- Luserna San Giovanni (Italië)
- Masaya (stad) (Nicaragua)
- Šumperk (Tsjechië)

## Geboren in Prievidza
- Cornel Wilde (1912-1989), acteur en filmregisseur
- Dávid Hancko, (1997) voetballer

## Zie ook

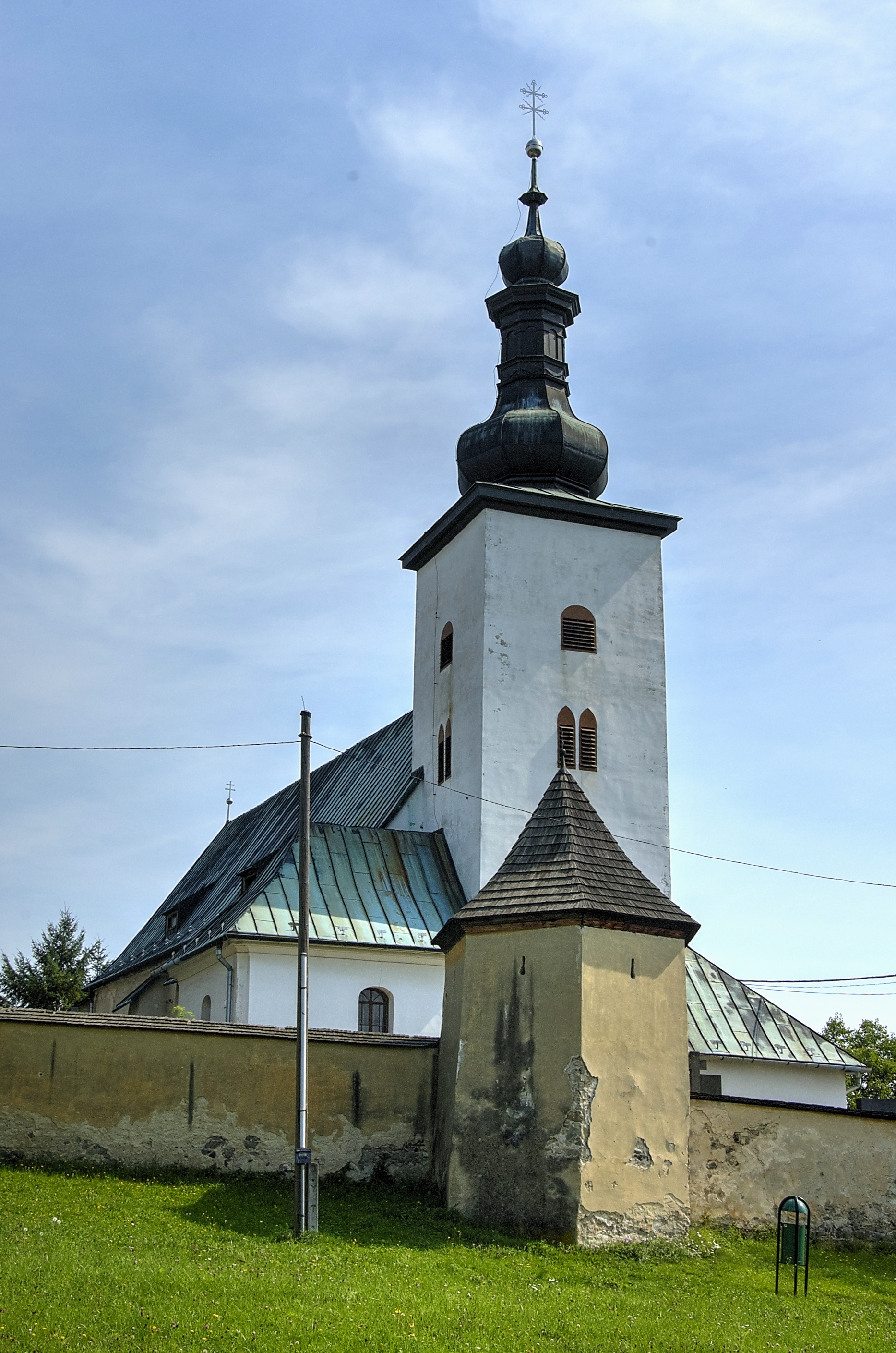
De oudste kerk in Prievidza, gebouwd in 1260
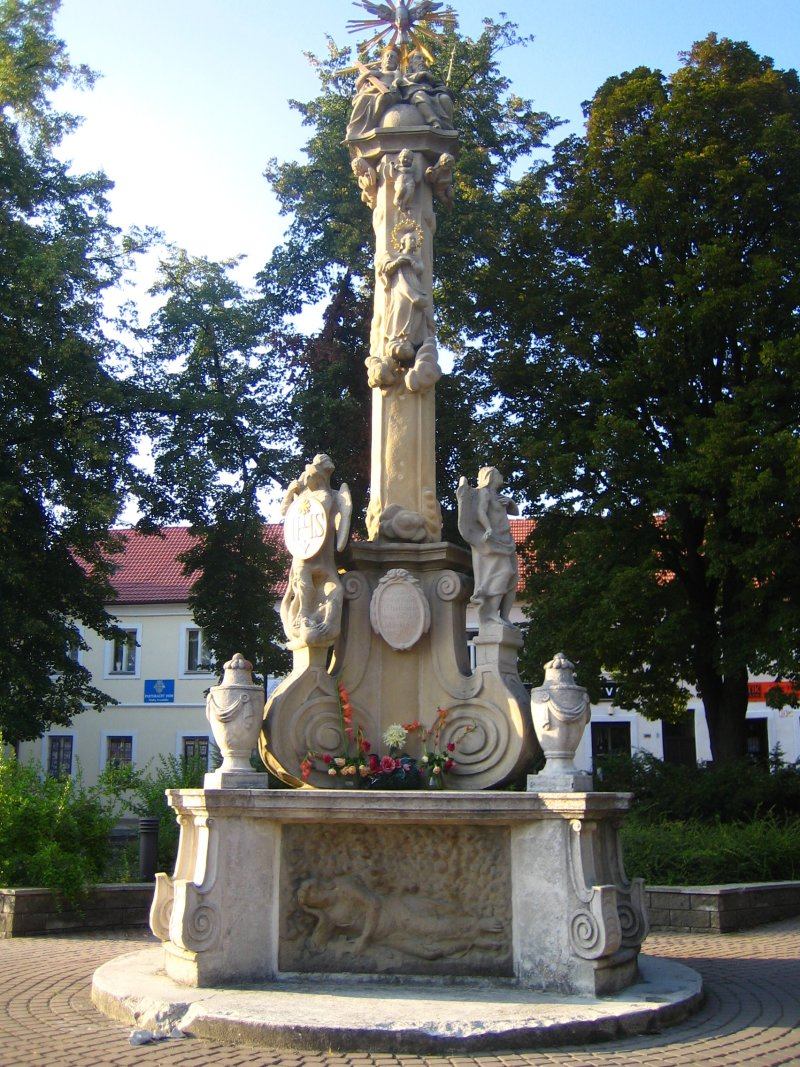
Het Trinitymonument op het marktplein